# Сыресинское сельское поселение
Сыре́синское се́льское поселе́ние (чув. Сыреç ял тӑрӑхӗ) — муниципальное образование в Порецком районе Чувашии Российской Федерации.
Административный центр — село Сыреси.

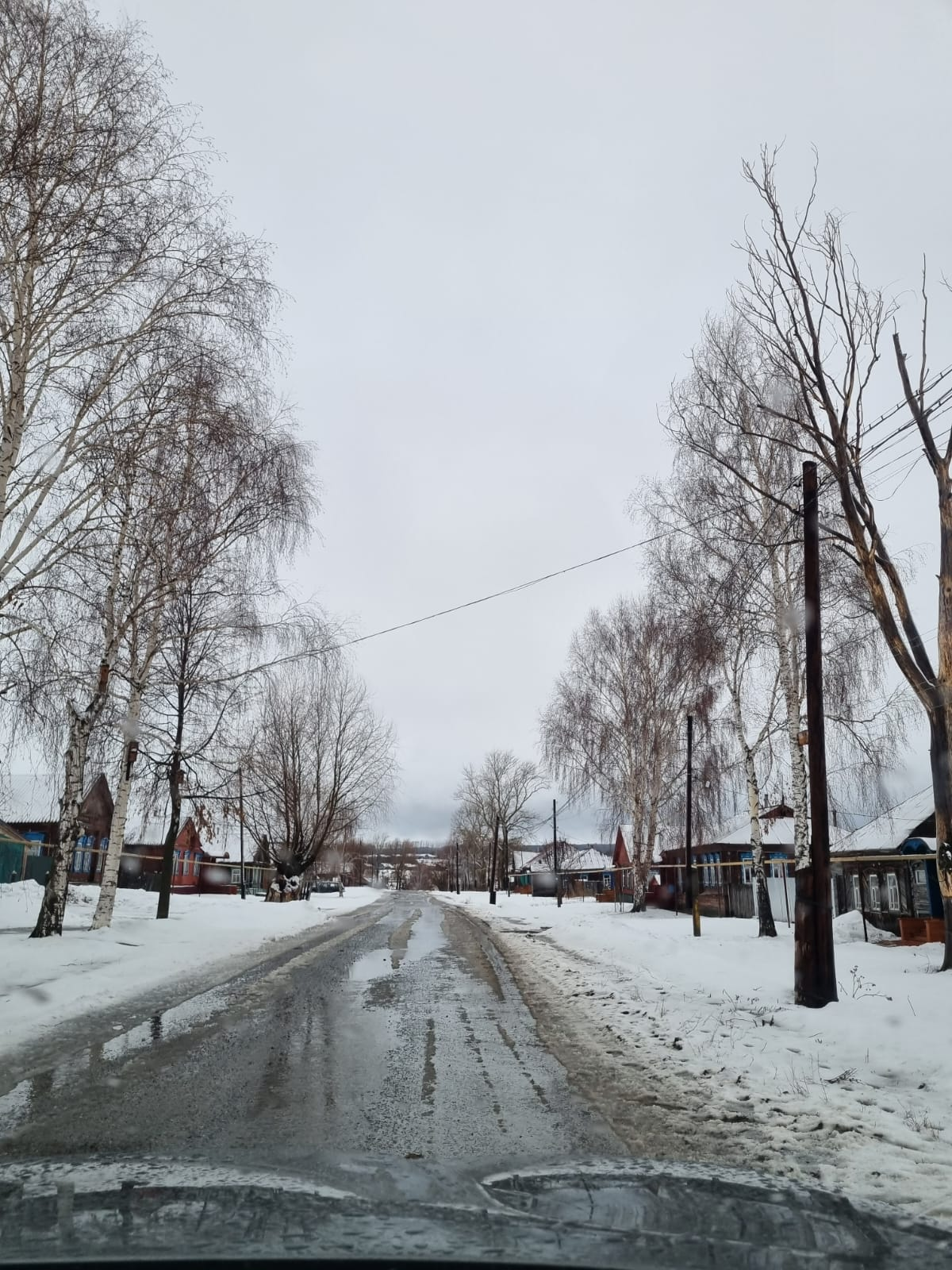
Улица села Сыреси

## История
К 1885 году в Сыреси было 175 дворов, в которых проживало 1457 человек. К 1910 году количества дворов увеличилось до 262, а жителей – до 1934 человек.
Статус и границы сельского поселения установлены Законом Чувашской Республики от 24 ноября 2004 года № 37 «Об установлении границ муниципальных образований Чувашской Республики и наделении их статусом городского, сельского поселения, муниципального района и городского округа»

## Население
| 2010 | 2012 | 2013 | 2014 | 2015 | 2016 | 2017 |
| ---- | ---- | ---- | ---- | ---- | ---- | ---- |
| 677  | ↘635 | ↘619 | ↘614 | ↘575 | ↘564 | ↘543 |
| 2018 | 2019 | 2020 | 2021 |      |      |      |
| ↘527 | ↘514 | ↘491 | ↘470 |      |      |      |

## Состав сельского поселения
| № | Населённый пункт | Тип населённого пункта       | Население |
| - | ---------------- | ---------------------------- | --------- |
| 1 | Любимовка        | село                         | →108      |
| 2 | Раздольное       | село                         | →64       |
| 3 | Сыреси           | село, административный центр | →505      |

## Никольский храм в селе Сыреси

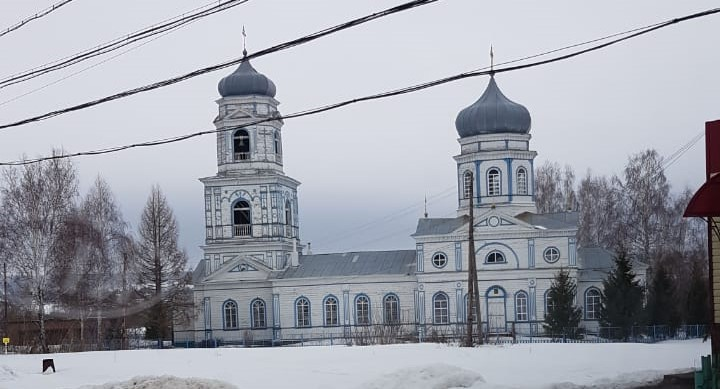
Никольский храм в Сыреси

В 1871 году «тщанием прихожан» и на их средства построен небольшой деревянный храм в честь Святителя Николая. В 1894 году в селе было открыто Церковно-приходское попечительство, цель которого была собрать средства на постройку нового двухпрестольного храма на каменном фундаменте. Пожертвования собирали среди своих односельчан. В 1905 году был возведён ныне действующий храм, к которому в 1898 году были пристроены трапезная часть с колокольней. Храм имеет два придела: главный в центральной летней части — во имя Святителя и Чудотворца Николая и боковой в правой зимней части церкви — в честь Казанской иконы Божией Матери. Длина с колокольней 44 м, наибольшая ширина 14,3 м. Колокольня 3-х ярусная, высотой 32 м. Иконостас резной, высотой около 9 м и длиной 12,8 м, в приделе — угловой, высотой 3,5 м и длиной 7,6 м. Участок земли вокруг храма обнесён металлической оградой с воротами. За приходом в досоветские времена имелось 1600 квадратных сажень усадебной земли, 33 десятины пахоты и 700 сажень сенокоса. Выстроены два дома для священника с семьёй и псаломщика. В 1885 году при храме открылась церковно-приходская школа, которая поначалу располагалась в церковной сторожке, а в 1900 году переместилась в новое здание. Обучались в ней около 30 сельских детей, в основном — мальчики. В школе преподавал приходской священник Александр Филиппович Яблонский. С 1896 года в селе была молодая учительница. Школу посещал инспектор народных училищ Симбирской губернии Илья Николаевич Ульянов. Во время хрущёвских гонений храм был закрыт и использовался как зерносклад. В 1980-х годах жители села стали ходатайствовать об открытии церкви и с этой целью ездили в Москву в Совет по делам религий, главные ремонтно-реставрационным работы в храме были проведены при старосте Анне Александровне Климкиной, иконы и церковная утварь, бережно сохраненные местными жителями были возвращены в храм. Казанский придел храма был освящён высокопреосвященнейшим архиепископом Варнавой управляющим Чебоксарско-Чувашской епархией 18 декабря 1988 года, а главный престол храма в честь святителя Николая им же 9 сентября 1989 года.